# Sofia Hjulgrén
Edla Sofia Hjulgrén zd. Lundström (ur. 28 czerwca 1875 r. w Kullaa, zm. 22 maja 1918 w Wyborgu) – fińska szwaczka i działaczka ruchu robotniczego, deputowana do parlamentu Wielkiego Księstwa Finlandii z ramienia Partii Socjaldemokratycznej w latach 1914–1917. Podczas fińskiej wojny domowej była członkinią sztabu Czerwonej Gwardii w Lappeenrancie. Pojmana przez białych po bitwie pod Wyborgiem w ostatnich dniach wojny, została stracona w maju pod zarzutem zdrady stanu.
Po przegranej przez czerwonych wojnie domowej uwięzionych zostało 14 działaczek socjaldemokratycznych, ale tylko Hjulgrén została stracona. W fińskim ruchu robotniczym upamiętniano ją jak męczennicę. Liczne opowieści o Sofii Hjulgrén powstały zwłaszcza w regionie Joutseno, gdzie żyła i działała przez kilkanaście lat, była postacią znaną i szanowaną.

## Życiorys

### Młodość
Sofia Hjulgrén urodziła się w 1875 r. w rodzinie Filipa Lundströma (wł. Lehtovirta, ur. 1843), rolnika z Honkajö i Edli Fredriki Nystedt (1847-1899). Gospodarstwo Lundströma znajdowało się na gruntach majątku Leineper, należącego do rodziny Ahlström, około trzech kilometrów od kościoła w Kullaa. Sofia była trzecim spośród dziesięciorga dzieci. Od dzieciństwa pracowała, m.in. jako służąca w majątku Leineper. Ukończyła jedynie szkołę gminną.
W 1897 r. wyszła za mąż za starszego o trzy lata Antona Hjulgréna, robotnika pracującego w tartaku. Mieszkali w Kiukainen, Pori i Ulvili, po czym w 1900 r. wrócili na farmę Lundströmów w Kullaa. Nie mieli biologicznych dzieci, jedynie przybraną córkę Naimę Marię nazywaną Maiju (ur. 1903).

### Działalność polityczna

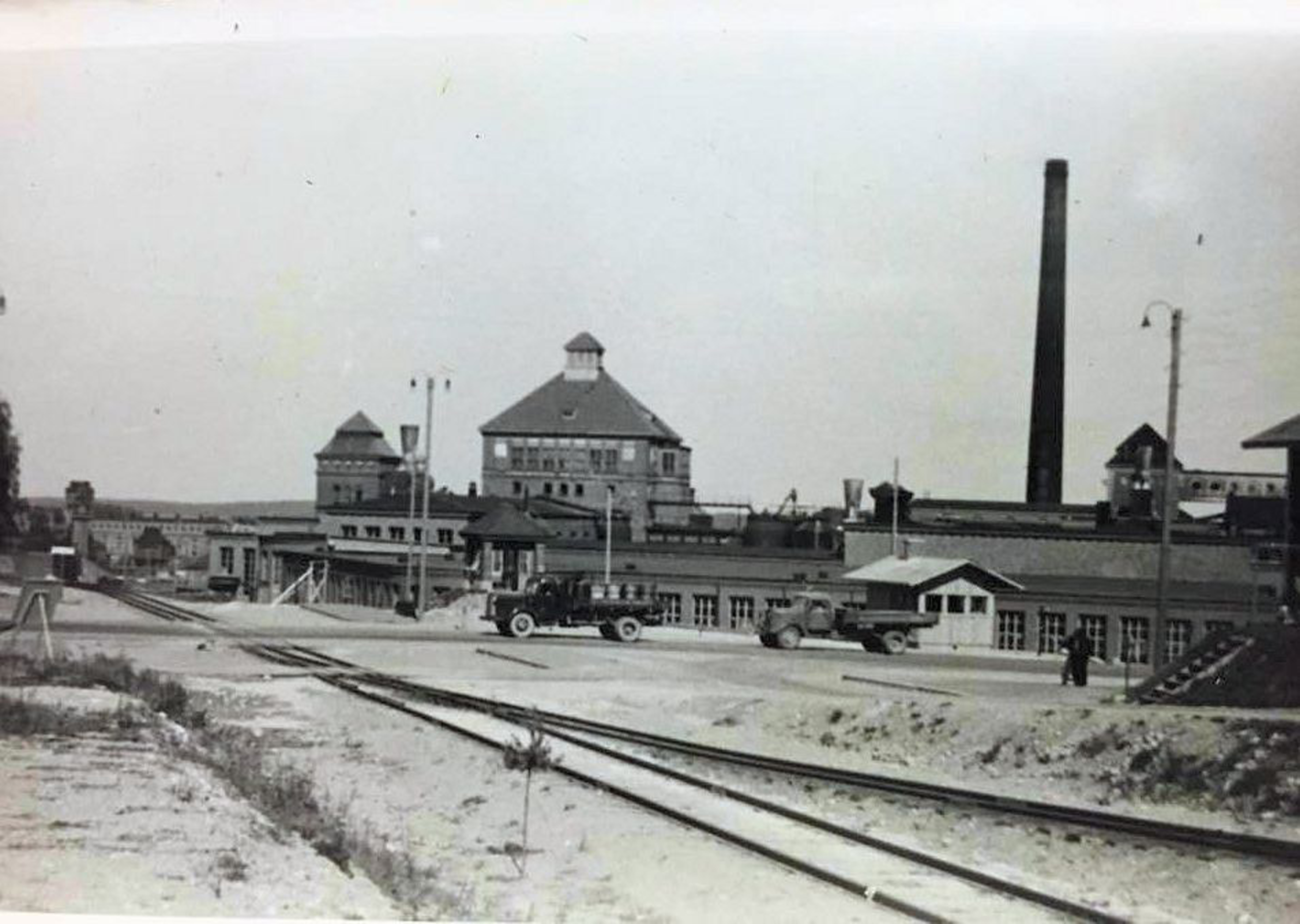
Fabryka Kaukas, w której Sofia Hjulgren działała w związku zawodowym

Anton Hjulgrén pracował w tartaku w Leineper, dopóki nie dostał pracy w tartaku w Kauka, wskutek czego rodzina przeniosła się tam pod koniec 1904 roku. Czworo rodzeństwa Sofii przeprowadziło się do tego regionu Finlandii już kilka lat wcześniej. W 1903 r. małżeństwo Hjulgrenów wstąpiło do Robotniczej Partii Finlandii, Sofia także do sekcji związków zawodowych w miejscowej papierni i celulozowni. W 1906 r. Hjulgrenowie przenieśli się do Kotki, gdzie Anton pracował w miejscowym tartaku. Hjulgrén współtworzyła sekcję kobiecą Stowarzyszenia Robotników w regionie Karhuli, której była przewodniczącą i sekretarzem, była także członkinią Stowarzyszenia Pracowników Tartaku Syväsalmi w Kaarniemi, Kymi oraz Stowarzyszenia Robotników Kotki. Nadal była przewodniczącą i honorową członkinią sekcji kobiecej Stowarzyszenia Robotników Kullaa, przyjeżdżała w rodzinne strony z wykładami i prelekcjami.
Pod koniec 1906 r. Hjulgrén wzięła udział w kursie agitacyjnym Partii Socjaldemokratycznej w Lahti, a na początku 1907 r. została wybrana na główną agitatorkę okręgową partii w Lappeenrancie. Gdy Anton Hjulgrén został zwolniony z fabryki w Karhuli z powodu działalności Sofii w związkach zawodowych, w 1908 r. para przeniosła się do Joutseno. Hjulgrenowie dołączyli do Stowarzyszenia Pracowników Tartaku Honkalahti, w którym Anton został wkrótce wybrany na przewodniczącego. Rok później Sofia założyła kobiecą sekcję związku zawodowego. Była członkiem lokalnej komisji wyborczej, zarządu miejscowej szkoły podstawowej oraz zarządu Kasy Spółdzielczej Saimaanranta, jako przedstawicielka robotników.
Hjulgrén była znana w Joutseno pod przezwiskiem Sosso. Jako że ukończyła jedynie szkołę gminną, większość wiedzy, jaką posiadała, zdobyła dzięki samokształceniu. Była dobrą mówczynią i miała opinię zręcznej dyskutantki. Miejscowi pracodawcy nazywali ją „zadziornym rudzielcem”, ale mieszkańcy Jutseno zapamiętali ją jako kobietę, która w swoich działaniach zawsze dążyła do pokojowych rozwiązań.
W wyborach do parlamentu Wielkiego Księstwa Finlandii w 1908 i 1910 r. bez powodzenia kandydowała we wschodnim okręgu wyborczym okręgu Wyborg. Sukces przyniósł jej start w kolejnych wyborach w 1913 r., gdy została wybrana na deputowaną, otrzymując łącznie 1 061 głosów. Pierwsza sesja wybranego wówczas parlamentu odbyła się dopiero w lutym 1914 r. i była to jedyna sesja, gdyż kolejna, planowana na okres 1915-1916, nie została zwołana ze względu na stan wojenny. W wyborach w 1916 i 1917 roku Hjulgrén ponownie ubiegała się o mandat parlamentarzystki, jednak bez powodzenia.

### Wojna domowa w Finlandii
W miarę narastania napięć w Finlandii i zbliżania się wojny domowej Hjulgrén sprzeciwiała się tworzeniu Czerwonej Gwardii i nie popierała zbrojnego powstania. Hjulgrén nie wierzyła, że zbrojne wystąpienie przyniosłoby zaszczyt ruchowi robotniczemu. Do końca opowiadała się za pokojowym rozwiązaniem konfliktu społecznego w niepodległej Finlandii. Kiedy jednak wybuchła wojna, w geście solidarności z innymi robotnikami wstąpiła do Czerwonej Gwardii w Lappeenrancie. Nie nosiła jednak broni. W Lappeenrancie uwolniła jeńców wziętych wcześniej do niewoli przez czerwonych.
Wobec nieuchronnego upadku miasta, 25 kwietnia Hjulgrén odjechała pociągiem z Lappeenranty do Wyborga wraz z ostatnimi czerwonymi. Tam, po bitwie pod Wyborgiem, została wzięta do niewoli przez zwycięskich białych. Jej mąż, również walczący w Czerwonej Gwardii, także został uwięziony, podobnie jak ich przybrana córka. W maju 1918 r. sformowany przez białych sąd polowy skazał Sofię Hjulgrén, jako członkinię sztabu Czerwonej Gwardii w Lappeenrancie, na śmierć pod zarzutem zdrady stanu.

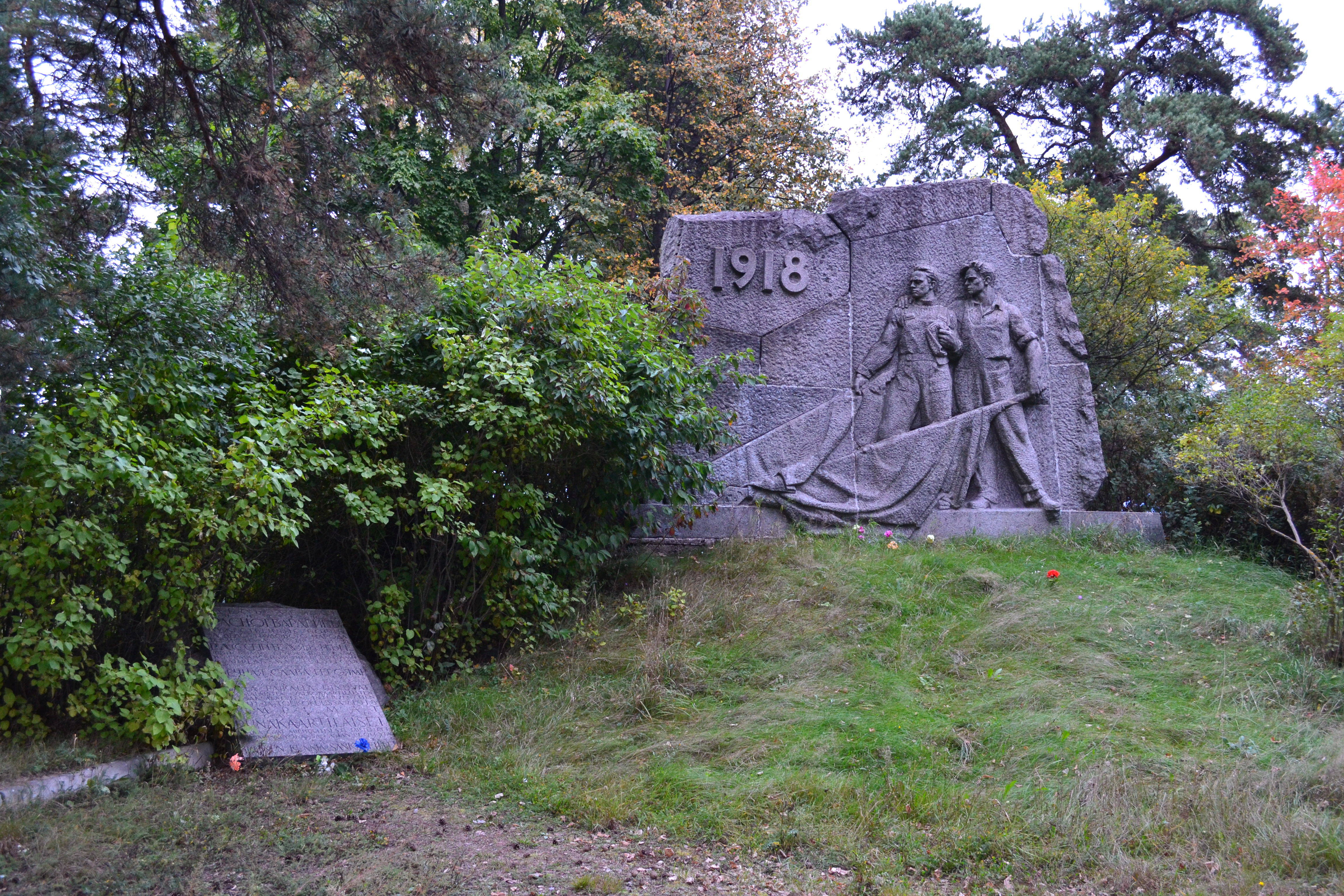
Pomnik wzniesiony na masowym grobie w Wyborgu w 1961 r.

Hjulgrén została stracona 22 maja 1918 r., wraz ze 130 innymi więźniami, na cmentarzu dla zwierząt, czyli „psim cmentarzu”, w pobliżu cmentarza Ristimäki. Niektóre źródła błędnie podają datę 5 maja.
Istnieje kilka relacji o śmierci Hjulgrén, których prawdziwości nie można zweryfikować. Wiadomo jednak, że przed egzekucją pozwolono jej wygłosić przemówienie, w którym dodawała otuchy innym skazanym i wyrażała nadzieję na lepszą przyszłość klasy robotniczej. Hjulgrén cytowała w swojej mowie Biblię, jednak w zależności od przekazu wskazywane są różne fragmenty, które miała przytoczyć. Według najstarszej tradycji robotniczej, Hjulgrén przywołała fragment Księgi Rodzaju, w którym wymieniana jest „krew, która spływa na ziemię, domaga się zemsty”. Późniejsze wersje sugerują, że działaczka mówiła o tym, że „biali mogą zabić ciało, ale nie ducha socjalizmu”, nawiązując do Ewangelii Mateusza. W ludowych opowieściach z regionu Jutseno, Hjulgrén modli się o przebaczenie dla katów słowami Jezusa z Ewangelii Łukasza: „Ojcze przebacz im, bo nie wiedzą, co czynią”. W ostatnich słowach Hjulgrén miała powiedzieć: „jesteśmy gotowi stawić czoła śmierci”. Jej mowa miała poruszyć członków plutonu egzekucyjnego na tyle, że niektórzy z nich nie celowali do skazanych.
Anton Hjulgrén twierdził, że udało mu się uciec przed plutonem egzekucyjnym w Wyborgu i dotrzeć do Ostrobotni, gdzie przez pewien czas ukrywał się, a ostatecznie wrócił do Joutseno. W rzeczywistości został przeniesiony do obozu więziennego w Tammisaari na początku maja 1918 r. i warunkowo zwolniony jesienią 1918 r. Maiju Hjulgrén została zwolniona zaraz po wydaniu wyroku śmierci na jej przybraną matkę.
Po przyłączeniu Wyborga do ZSRR w rezultacie wojny radziecko-fińskiej, na masowym grobie w miejscu egzekucji postawiono w 1961 r. pomnik fińskich Czerwonych Gwardzistów.